# 글리코젠 축적병

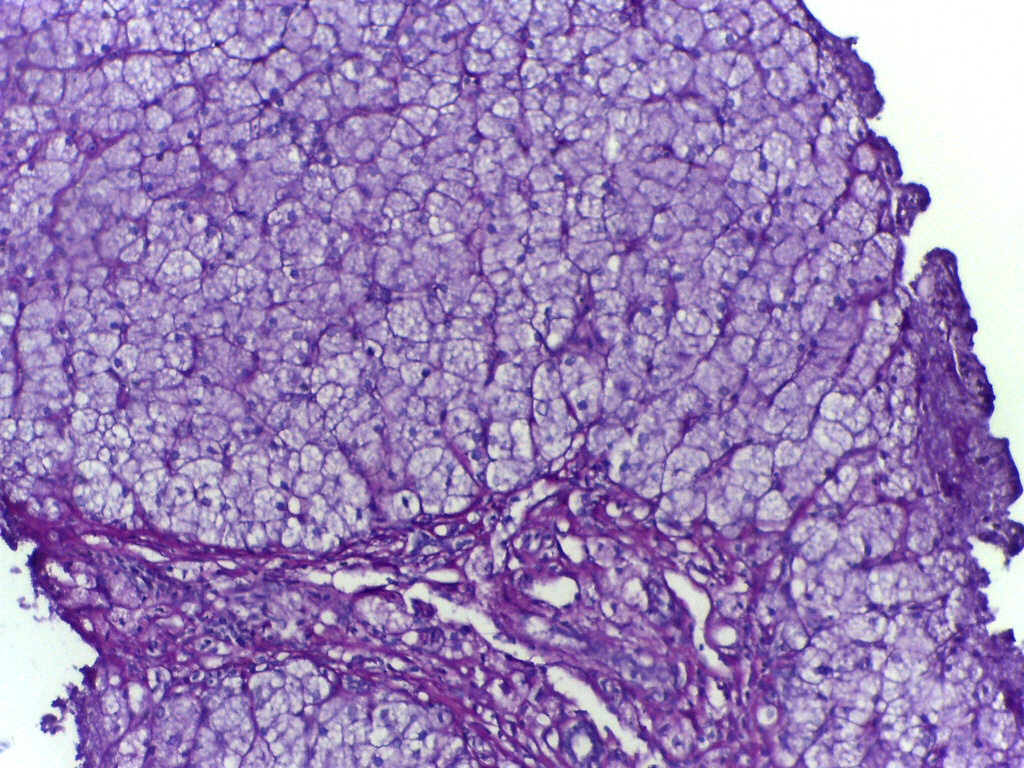

글리코젠 축적병(영어: glycogen storage disease)은 신체 조직 내에 글리코젠이 비정상적으로 축적되는 유전 질환이다. 당원병(糖原病), 당원축적병(糖原蓄積病), 글리코젠 축적질환이라고도 한다. 결핍된 효소에 따라 유형이 나누어진다.

## 유형
글리코젠 축적병은 글리코젠이 포도당으로 분해되는 대사에 필요한 효소가 선천적으로 부족하여 근육이나 간 등에 글리코젠이 축적되는 질환을 가리킨다.
| 유형   | 결핍 효소                                           | 저혈당증 | 고지혈증 | 증상 및 간비대                  | 발달 및 예후                   |
| ------ | --------------------------------------------------- | -------- | -------- | ------------------------------- | ------------------------------ |
| GSD 0  | 글리코젠 생성효소                                   | 있음     | 없음     | 간비대 없음, 간헐적인 근육 경련 | 경우에 따라 성장 부족          |
| GSD 1  | 글루코스 6-포스파테이스, G6PC, SLC37A4              | 있음     | 있음     | 간비대 있음, 근육증상 없음      | 성장장애, 젖산산증, 고요산혈증 |
| GSD 2  | α-1,4-글루코시데이스                                | 예시     | 예시     | 예시                            | 예시                           |
| GSD 3  | 글리코젠 탈분지효소                                 | 예시     | 예시     | 예시                            | 예시                           |
| GSD 4  | 글리코젠 분지효소                                   | 예시     | 예시     | 예시                            | 예시                           |
| GSD 5  | 글리코젠 가인산분해효소, PYGM                       | 예시     | 예시     | 예시                            | 예시                           |
| GSD 6  | 글리코젠 가인산분해효소, PYGL, PGAM2                | 예시     | 예시     | 예시                            | 예시                           |
| GSD 7  | 포스포프럭토키네이스-1 (PFK-1)                      | 예시     | 예시     | 예시                            | 예시                           |
| GSD 9  | 가인산분해효소 키네이스, PHKA2 , PHKB, PHKG2, PHKA1 | 예시     | 예시     | 예시                            | 예시                           |
| GSD 10 | 포스포글리세르산 뮤테이스(PGM), PGAM2               | 예시     | 예시     | 예시                            | 예시                           |
| GSD 11 | 젖산 탈수소효소 (LDH)                               | 예시     | 예시     | 예시                            | 예시                           |

## 덱스트린증
덱스트린증은 조직에 비정상적으로 다당류가 축적되는 질환을 가리킨다.

## 같이 보기
- 폰기에르케병

## 참고 문헌
- (대한내과학회지 : 제 71 권 제 1 호 2006 A case of glycogen storage disease type Ia performed molecular genetic analysis,Heon Ju Lee, M.D., Jong Ryul Eun, M.D., Byung Ik Jang, M.D.,Jung Hoon Lee, M.D., Hyoung Woo Lee, M.D.,Joon Hyuk Choi, M.D.2 and Chang Suk Ki, M.D.3)https://www.ekjm.org/upload/067101091.pdf
- (NIH,GARD - Glycogen storage disease type 1A)https://rarediseases.info.nih.gov/diseases/7864/glycogen-storage-disease-type-1a 보관됨 2022-01-06 - 웨이백 머신